# Marie Muchmore
Marie M. Muchmore (5 de agosto de 1909 - 26 de abril de 1990) fue una de las testigos del asesinato de John F. Kennedy en Dallas (Texas), el 22 de noviembre de 1963. La película en color que Muchmore grabó, junto con otros registros, fue uno de los materiales sobre el que se centraron las investigaciones, y sirvió para localizar la posición exacta de la limusina en la recreación que se realizó en mayo de 1964.

## Vida
Muchmore (de soltera, Marie Mobley) nació en Ardmore, Oklahoma, y tenía herencia india por parte de madre. Una de sus hermanas, Aurelia, se convirtió con el tiempo en la notable soprano Lushanya Mobley (1906–1990). Marie nunca tuvo hijos, y murió en Dallas (Texas) en 1990.

## Asesinato de John F. Kennedy
Muchmore trabajaba en los talleres textiles de Justin McCarty, en el 707 de la Young Street de Dallas (cuatro manzanas al sur del depósito de libros), y el 22 de noviembre de 1963 se encontraba en la Plaza Dealey con cinco compañeras de trabajo. Una de ellas, Wilma Bond, tenía una cámara fotográfica. Marie preparó su cámara de 8 mm Keystone cerca del cruce norte de la Main Street con Houston Street, para grabar el paso de la comitiva presidencial. Su grabación se compone de siete fragmentos, de los cuales seis son anteriores al atentado y uno es durante el asesinato de JFK. Después de haber grabado la entrada de la limusina en la plaza, Muchmore se desplazó unos metros hacia el oeste, donde situó su cámara en posición para grabar el paso del presidente según bajaba Elm Street. Cuando el coche salía de la curva (a una veloz aproximada de 15 km/h) se oyeron tres disparos. La grabación registra el disparo mortal de necesidad que alcanzó a Kennedy en la cabeza, desde unos 40 metros de distancia. La película termina cuando el agente especial Grant Hill sube a la parte trasera del vehículo.
Muchmore vendió la película sin revelar por 1000 dólares a la oficina de Dallas de United Press Internacional, el 25 de noviembre de 1963. Fue procesada por el laboratorio Kodak de Dallas, y enviado a Nueva York. Al día siguiente fue emitido en la televisión local WNEW-TV. Actualmente, la película es propiedad de Associated Press Television News, que procedió a su restauración en 2002.
De visita a su familia en Oklahoma durante el Día de acción de gracias, Muchmore les habló sobre la película que había tomado durante el asesinato. La familia informó al FBI y la agencia la localizó en diciembre de 1963, y aunque inicialmente ella declaró haber llevado su cámara, negó haber grabado nada relacionado con el asesinato. El FBI por tanto ignoró la existencia de esta película hasta que una ampliación de un fotograma apareció en el libro "Four Days: The Historical Record of the Death of President Kennedy", en enero de 1964. In informe posterior (febrero de 1964) del FBI afirma que:

La sra. Muchmore declaró que después de que el vehículo tomase la curva desde Houston a Elm Street, se oyó un fuerte ruido que al principio tomó por un petardo, pero que al ver a la multitud correr en todas direcciones y oír otras dos detonaciones, que parecían ser disparos, decidió echar a correr hasta un lugar cubierto".